# توماس پرستون (دانشمند)
 توماس پرستون (انگلیسی: Thomas Preston؛ زاده ۱۸۶۰ درگذشته ۱۹۰۰) یک فیزیک‌دان اهل ایرلند بود. 